# Дигитално-аналогни претварач
У електроници, дигитално-аналогни претварач (енг. digital to analog converter, могу се користе следеће скраћенице DAC, D/A, D2A или D-to-A ) је систем који претвара дигитални сигнал у аналогни сигнал . Аналогно-дигитални претварач (енг. analog to digital converter ADC) врши обрнуту функцију.
Постоји неколико DAC архитектура ; Погодност DAC-а архитектуре за одређене апликације је одређена следећим метрикама као што су: резолуција, максимална узроковна фреквенција (енг. sampling frequency) и друге метрике. Дигитално-аналогни претварач може да умањи сигнал, тако да треба одабрати DAC архитектуру која има занемарљиве грешке за апликацију која се пројектује.
DAC се обично користе у музичким плејерима, да би се претварили дигитални токови (енг. stream) података у аналогне аудио сигнале . Такође се користе у телевизорима и мобилним телефонима за претварање дигиталних видео података у аналогне видео сигнале . Ове две апликације користе DAC-ове на супротним крајевима компромиса фреквенција/резолуција. Аудио DAC је нискофреквентни тип високе резолуције, док је видео DAC високофреквентни тип ниске до средње резолуције.
Због сложености и потребе за прецизно усклађеним компонентама, сви осим најспецијализованијих DAC-а су имплементирани као интегрисана кола (енг. integrated circuits, скраћено IC). Они обично имају облик чипова интегрисаног кола метал–оксид–полупроводник (енг. metal oxide semiconductor, скраћено MOS) са мешовитим сигналом који интегришу аналогна и дигитална кола .
Дискретни DAC-ови (кола конструисана од више дискретних електронских компоненти уместо упакованог IC-а) би обично били изузетно брзи кад се ради са ниским резолуцијама који захтевају енергију, као што се користе у војним радарским системима. Опрема за тестирање веома велике брзине, посебно осцилоскопи за узорковање, такође могу користити дискретне DAC-ове.

## Преглед
DAC претвара апстрактни број са коначном прецизношћу (обично се мисли на децимални бинарни број са коначним бројем децимала) у физичку величину (нпр. напон или притисак). Конкретно, DAC-ови се често користе за претварање података временске серије са коначном прецизношћу у физички сигнал који стално варира.
Према Никвист-Шеноновој теореми одабира, DAC може да обнови оригинални сигнал из узоркованих података под условом да његов пропусни опсег испуњава одређене захтеве (нпр. сигнал основног опсега са пропусним опсегом мањим од никвистове фреквенције). Дигитално узорковање уводи грешку квантизације (грешку заокруживања) која се показује као шум ниског нивоа у реконструисаном сигналу.

## Апликације
DAC-ови и ADC-ови су део доступне технологије која је у великој мери допринела дигиталној револуцији . За илустрацију, размотрите типичан међуградски телефонски позив. Глас позиваоца (особа која позива неку другу особу користећи позивни број мобилног телефона те особе које позива) се претвара у аналогни електрични сигнал помоћу микрофона, а затим се аналогни сигнал претвара у дигитални ток помоћу ADC-а. Дигитални ток се затим дели на мрежне пакете где се може послати заједно са другим дигиталним подацима, није обавезан аудио запис. Пакети се тада примају на одредиште, али сваки пакет може кренути потпуно другачијом рутом и можда чак ни не стићи на одредиште у тачном временском редоследу. Дигитални гласовни подаци се затим издвајају из пакета и склапају у дигитални ток података. DAC то поново претвара у аналогни електрични сигнал, који покреће аудио појачало, које заузврат покреће звучник, који коначно производи звук.

### Аудио
Већина модерних аудио сигнала се чува у дигиталном облику (на пример МP3 и компакт-дискови - скраћено CD) и да би могло да се чује преко звучника, морају бити претворени у аналогни сигнал. DAC-ови се стога налазе у плејерима за компакт-дискове, дигиталним музичким плејерима и рачунарским звучним картицама.
Специјализовани самостални DAC-ови се такође могу наћи у врхунским хај фиделити системима. Они обично узимају дигитални излаз компатибилног CD плејера или наменског транспорта (који је у основи CD плејер без унутрашњег DAC-а) и претварају сигнал у аналогни излаз на линијском нивоу који се затим може унети у појачало које омогућава да се чује звук из звучника.
Слични дигитално-аналогни претварачи се могу наћи у дигиталним звучницима као што су звучници који користе USB и звучним картицама.
У апликацијама за пренос гласа преко ИП-а (као што су viber, WhatsApp и друге апликације), извор се прво мора дигитализовати за пренос, тако да се подвргава конверзији преко ADC-а, а затим се реконструише у аналогни помоћу DAC-а на страни примаоца.

### Видео
Видео сигнали из дигиталног извора морају бити претворени у аналогни сигнал ако се желе приказати на аналогном екрану. Од 2007. аналогни улази су се чешће користили од дигиталних, али се то променило како су равно-панелни екрани са DVI и/или HDMI конекцијама постали све распрострањенији. Видео DAC је, међутим, уграђен у било који дигитални видео плејер са аналогним излазима. DAC је обично интегрисан са малом меморијом (RAM), која садржи табеле конверзије за гама корекцију, контраст и осветљеност, да би се направио уређај који се зове RAMDAC.

### Дигитални потенциометар
Уређај који је далеко повезан са DAC-ом је дигитално контролисани потенциометар, који омогућава дигиталну контролу аналогног сигнала.

### Механички
Једнобитни механички покретач (енг. actuator) заузима два положаја: један када је укључен, други када је искључен. Кретање неколико једнобитних актуатора може да се комбинује и пондерише помоћу механизма за равномерну дистрибуцију силе помоћу везе да би се произвели финији кораци. IBM Selectric писаћа машина користи такав систем. 

### Комуникације
DAC-ови се широко користе у савременим комуникационим системима који омогућавају генерисање дигитално дефинисаних преносних сигнала. DAC-ови велике брзине се користе за мобилне комуникације, а ултра-брзи DAC-ови се користе у оптичким комуникационим системима(пример је оптички интернет).

## Врсте
Најчешћи типови електронских DAC-ова су: 
- Модулатор ширине импулса где се стабилна струја или напон пребацује у нископропусни аналогни филтер са трајањем одређеним дигиталним улазним кодом. Ова техника се често користи за контролу брзине електромотора и затамњење ЛЕД светиљке .
- DAC-ови за прекомерно узорковање или DAC-ови за интерполацију, као што су они који користе делта-сигма модулацију, користе технику конверзије густине импулса са прекомерним узорковањем. Брзине веће од 100 хиљада узорака у секунди (на пример, 192 kHz) и резолуције од 24 бита су достижне са делта-сигма DAC-овима.
- Бинарно пондерисани DAC, који садржи појединачне електричне компоненте за сваки бит DAC-а спојеног на тачку сумирања, обично операциони појачавач . Сваки улаз у збрајању има пондерисање по степену два са најјачом струјом или напоном на најважнијем биту. Ово је једна од најбржих метода конверзије, али пати од лоше прецизности због високе прецизности потребне за сваки појединачни напон или струју. [3]
  - DAC са комутираним отпорником садржи мрежу паралелних отпорника. Појединачни отпорници се омогућавају или заобилазе у мрежи на основу дигиталног улаза.
  - DAC са комутираним извором струје, из којег се бирају различити извори струје на основу дигиталног улаза.
  - DAC са преклопним кондензатором садржи паралелну кондензаторску мрежу. Појединачни кондензатори се спајају или искључују прекидачима на основу улаза.
  - R-2R мердевинасти(енг. ladder) DAC који је бинарно пондерисани DAC који користи понављајућу каскадну структуру вредности отпорника R и 2R. Ово побољшава прецизност због релативне лакоће производње отпорника једнаке вредности.
- Узастопна апроксимација или циклични DAC, [4] који сукцесивно конструише излаз током сваког циклуса. Појединачни битови дигиталног улаза се обрађују у сваком циклусу док се не урачуна цео улаз.
- DAC кодиран термометром, који садржи једнак отпорник или сегмент извора струје за сваку могућу вредност DAC излаза. 8-битни термометарски DAC би имао 255 сегмената, а 16-битни термометарски DAC би имао 65.535 сегмената. Ово је брза и најпрецизнија DAC архитектура, али на рачун захтева много компоненти које, за практичну имплементацију, израда захтева IC процесе високе густине. [5]
- Хибридни DAC, који користе комбинацију горе наведених техника у једном претварачу. Већина DAC интегрисаних кола је овог типа због тешкоћа добијања ниске цене, велике брзине и високе прецизности у једном уређају.
  - Сегментирани DAC, који комбинује принцип кодиран термометром за најзначајније битове и бинарно пондерисани принцип за најмање значајне битове. На овај начин се постиже компромис између прецизности (употребом принципа кодираног термометром) и броја отпорника или извора струје (користећи бинарно пондерисани принцип). Потпуни бинарно пондерисани дизајн значи 0% сегментације, комплетан дизајн кодиран термометром значи 100% сегментацију.
- Већина DAC-ова приказаних на овој листи ослања се на константан референтни напон или струју да би креирали своју излазну вредност. Алтернативно, DAC за множење [6] узима променљиви улазни напон или струју као референцу конверзије. Ово поставља додатна ограничења дизајна на пропусни опсег претварачког кола.
- Модерни брзи DAC-ови имају интерлеавед архитектуру, у којој се паралелно користи више DAC језгара. Њихови излазни сигнали су комбиновани у аналогном домену да би се побољшале перформансе комбинованог DAC-а. [7]  Комбинација сигнала се може извести или у временском или фреквенцијском домену.

## Перформансе
Најважније карактеристике DAC-а су:
Резолуција
Број могућих излазних нивоа који је DAC дизајниран да репродукује. Ово се обично наводи као број битова које користи, што је бинарни логаритам броја нивоа. На пример, 1-битни DAC је дизајниран да репродукује 2 (2 1 ) нивоа, док је 8-битни DAC дизајниран за 256 (2 8 ) нивоа. Резолуција је повезана са ефективним бројем битова који представља мерење стварне резолуције коју је постигао DAC. Резолуција одређује дубину боје у видео апликацијама и дубину бита звука у аудио апликацијама.
Максимална брзина узорковања
Максимална брзина на којој DAC кола могу да раде и да и даље производе исправан излаз. Најквист-Шенонова теорема узорковања дефинише однос између овога и пропусног опсега узоркованог сигнала.
Монотоничност
Способност аналогног излаза DAC-а да се креће само у правцу у којем се креће дигитални улаз (тј., ако се улаз повећава, излаз не пада пре него што се потврди исправан излаз. ) Ова карактеристика је веома важна за DAC-ове који се користе као нискофреквентни извор сигнала или као дигитално програмабилни трим елемент.
Укупна хармонијска дисторзија и шум (THD+N)
Мерење изобличења и шума које DAC уноси у сигнал. Изражава се као проценат укупне снаге нежељеног хармонијског изобличења и шума који прати жељени сигнал.
Динамички опсег
Мерење разлике између највећег и најмањег сигнала које DAC може да репродукује изражено у децибелима . Ово се обично односи на резолуцију и ниво буке .
Друга мерења, као што су фазно изобличење и џитер, могу бити веома важна за неке апликације (нпр. бежични пренос података, композитни видео), од којих се нека могу  ослонити на прецизну производњу фазно прилагођених сигнала.
Нелинеарна PCM кодирања (А-закон / μ-закон, ADPCM, NICAM) покушавају да побољшају своје ефективне динамичке опсеге коришћењем логаритамских корака између јачине излазног сигнала представљеног сваким битом података. Ово мења веће изобличење квантизације гласних сигнала за боље перформансе сигнала који се нечују.

## Цифре заслуга
- Статичке перформансе:
  - Диференцијална нелинеарност (DNL) показује колико две суседне аналогне вредности кода одступају од идеалне 1 LSB корак. [8]
  - Интегрална нелинеарност (INL) показује колико преносна карактеристика DAC-а одступа од идеалне. То јест, идеална карактеристика је обично права линија; INL показује колико се стварни напон на датој вредности кода разликује од те линије, у ЛСБ (1 LSB кораци). [8]
  - Грешка у појачању [8]
  - Грешка померања [8]
  - Бука је на крају ограничена термичком буком коју стварају пасивне компоненте као што су отпорници. За аудио апликације и на собним температурама, таква бука је обично нешто мања од 1 μВ (микроволт) белог шума. Ово ограничава перформансе на мање од 20~21 бита чак и у 24-битним DAC-овима.
- Перформансе у фреквентном домену
  - Динамички опсег без спуриоус-фрее (SFDR) означава у дБ однос између снага конвертованог главног сигнала и највећег нежељеног импулса. [8]
  - Сигнал-шум и изобличење ( SINAD ) означава у дБ однос између снага конвертованог главног сигнала и збира шума и генерисаних хармонијских оструга [8]
  - Изобличење и-тог хармоника (HDi) указује на снагу и-тог хармоника конвертованог главног сигнала
  - Укупна хармонијска дисторзија (THD) је збир снага свих хармоника улазног сигнала [8]
  - Ако је максимални DNL мањи од 1 LSB, онда је D/A претварач гарантовано монотон. Међутим, многи монотони претварачи могу имати максимални DNL већи од 1 LSB. [8]
- Перформансе у временском домену:
  - Подручје импулса грешке (енергија квара) [8]